# نبرد هراکلیا
نبرد هراکلیا در ۲۸۰ قبل از میلاد میان رومی‌های تحت فرماندهی کنسول پوبلیوس والِریوس لاوینوس و نیروهای یونانیِ اپیروس، تارنتیوم، توریا، متاپونتیوم و هراکلیا که تحت فرماندهی پیروس ــ پادشاه اپیروســ بودند رخ داد.